# المزاح مع الكوارث (فلم)
المزاح مع الكوارث (بالإنجليزية: Flirting with Disaster) هو فيلم كوميدي أمريكي تم إصداره في عام 1996. من أنتاج هارفي وينشتاين و إخراج ديفيد أو راسل. بطولة بن ستيلر وباتريشيا أركيت. تم عرضه خارج المنافسة في قسم العروض الخاصة في مهرجان كان السينمائي لعام 1996.

## ملخص قصة
الزوج ميل كوبلين وزوجته نانسي اللذان يعيشان حياة روتنية ومع رضائه التام بتلك الحالة إلا انه يقرر السفر في جميع انحاء العالم للبحث عن أصله وجذوره.

## روابط خارجية
مقالات تستعمل روابط فنية بلا صلة مع ويكي بيانات